# Edmond Weill
Pour les articles homonymes, voir Weill.
Ne pas confondre avec Edmund Weil (de) (1879 - 1922).
Edmond Weill né le 3 février 1858 à Haguenau et mort le 22 décembre 1924 à Lyon, connu comme le Professeur Weill, est un professeur de médecine français, spécialisé en pédiatrie.
Il est membre de l'académie nationale de médecine.

## Biographie

### Enfance et formation
Edmond Weill naît le 3 février 1858 à Haguenau dans le département du Bas-Rhin du mariage de Moyse Weill, propriétaire à Haguenau, et de Rosine Weill.

### Carrière professionnelle
Edmond Weill est chef des travaux biologiques à la faculté de médecine de Lyon en 1879, chef de clinique médicale et médecin inspecteur des écoles de la ville de Lyon en 1883, médecin des hôpitaux de Lyon en 1885, professeur agrégé à la faculté de Lyon en 1886, chargé de cours de clinique infantile en 1893, professeur de clinique infantile à la faculté de Lyon en 1901 et médecin honoraire des hôpitaux de Lyon en 1901.
Il est fondateur et président de l'œuvre lyonnaise de la préservation de l'enfance contre la tuberculose et fondateur, en collaboration avec le professeur Beauvisage, et président de l'œuvre de l'enfance anormale à Lyon.
Il est membre correspondant de l'académie de médecine et de la société biologique de Paris.
Il est lauréat de l'académie de médecine, prix Royer, et de l'académie des sciences, prix Barbier.

### Famille
Edmond Weill se marie le 20 mai 1884 (Lyon 2e) avec Lucie Séraphine Cerf (née à Lyon le 29 juillet 1864 et morte le 30 mars 1944 à Auschwitz). Le couple a deux filles, également gazées à Auschwitz le 30 mars 1944 :
- Marcelle Sarah Weill (1887 à Lyon - 30 mars 1944 à Auschwitz, épouse du docteur Robert Isaac Crémieu (Carpentras, 26 mai 1884 - Auschwitz, 4 août 1944) ;
- Louise Rosalie Weill (6 février 1901 à Lyon - 30 mars 1944 à Auschwitz).

Lucie Weill (80 ans) et sa fille Louise Weill (43 ans) sont déportées par le convoi no 70, en date du 27 mars 1944, du camp de Drancy vers Auschwitz. Leur dernière adresse est au : 38, rue Victor-Hugo à Lyon. Marcelle Crémieu (57 ans) et son époux Robert Crémieu (60 ans) sont déportés par le même convoi. Leur dernière adresse est au : 16, rue Auguste-Comte à Lyon.

### Mort
Edmond Weill meurt le 22 décembre 1924 à Lyon.

## Distinctions
Edmond Weill est nommé chevalier de l'ordre national de la Légion d'honneur, par décret du ministre du commerce et de l'industrie du 11 novembre 1908 puis officier, par décret du ministre de l'hygiène du 9 septembre 1923.

## Hommage
Une rue porte le nom de rue du Professeur-Weill à Lyon. Elle s'appelait rue Suchet jusqu'à son renommage en 1925.

## Publications
Edmond Weill est l'auteur de nombreuses publications parmi lesquelles :
- En 1895, un traité des maladies du cœur chez les enfants ;
- Précis de médecine infantile, 1911, à lire en ligne sur Gallica ;
- Méthode nouvelle pour préserver les nourrissons contre les infections cutanées, par l'emploi des linges stérilisés qui a fait baisser la mortalité dans les crèches de 7 %[2].

## Pour approfondir